# Jadwiga Sperling-Cetîc
Jadwiga Sperling-Cetîc (ur. 1 lutego 1906 w Kocmyrzowie, zm. 1978) – polska malarka pochodzenia żydowskiego, związana z Krakowem.

## Edukacja i twórczość
Nauki malarstwa pobierała w Wolnej Szkole Malarstwa i Rysunku im. Ludwika Mehofferowej oraz w latach 1924-1929 w Akademii Sztuk Pięknych w Krakowie pod okiem n.in. Władysława Jarockiego. Nauki pobierała również u Józefa Pankiewicza w Paryżu. 

Tematem jej prac były pejzaże, portrety, sceny figuralne i martwe natury. 

Jej twórczość znamionowała tendencja do silnej ekspresji, podkreślania nastroju motywu, łagodnej deformacji elementów przedstawienia - uzyskujących e jej malarstwie kształty niemal abstrakcyjne. Wyraźnie opisywała formy, zamykając je w odrębne plamy

Jej mężem był serb Milan Cetîc, z którym wyjechała do Belgradu.

## Wystawy i działalność artystyczna
W 1932 roku należała do grupy Nowa Generacja i jako jej członek wystawiała swoje prace we Lwowie. W Krakowie należała do Zrzeszenia Artystów Plastyków "Zwornik", pod auspicjami którego wystawiała swoje prace w Warszawie (w latach 1930, 1932, 1935, 1938 wystawa Instytutu Propagandy Sztuki), w Krakowie (w latach 1931, 1932) i Poznaniu (1931, 1932 i 1936). W 1935 roku współorganizowała wystawę artystów "Zwornika" w Belgradzie. Będąc członkiem innych zrzeszeń artystycznych wystawiała swoje prace w 1938 roku we Lwowie (jako członek Związku Polskich Artystów), w 1933 na wystawie prac członków Zrzeszenia Żydowskich Artystów Malarzy i Rzeźbiarzy, w 1934 roku na krakowskiej wystawie prac Wojciecha Weissa  jego uczniów organizowanej przez Towarzystwo Przyjaciół Sztuk Pięknych, na Salonie.